# Casasia
Genre
Casasia est un genre de plante de la famille des Rubiaceae. Ces buissons ou petits arbres sont endémiques des Caraïbes et une espèce se trouve également en Floride (C. clusiifolia). Certaines des 10 espèces de ce genre étaient auparavant placées dans d'autres genres comme Genipa, Gardenia ou Randia.

## Liste des espèces, sous-espèces et variétés
Selon Catalogue of Life (2 novembre 2015) :
- Casasia acunae M.Fernández Zeq. & A.Borhidi
- Casasia calophylla A.Rich.
- Casasia clusiifolia (Jacq.) Urb.
- Casasia domingensis (DC.) Urb.
- Casasia ekmanii Urb.
- Casasia haitiensis Urb. & Ekman
- Casasia jacquinioides (Griseb.) Standl.
- Casasia longipes Urb.
- Casasia nigrescens (Griseb.) C.Wright ex Rob.
- Casasia samuelssonii Urb. & Ekman

Selon ITIS (2 novembre 2015) :
- Casasia clusiifolia (Jacq.) Urb.

Selon World Checklist of Selected Plant Families (WCSP) (2 novembre 2015) :
- Casasia acunae M.Fernández & Borhidi (1982)
- Casasia calophylla A.Rich. (1850)
- Casasia clusiifolia (Jacq.) Urb. (1908)
  - variété Casasia clusiifolia var. clusiifolia
  - variété Casasia clusiifolia var. hirsuta Borhidi, Növenyrendsz. Novényföldr. Tansz. (1977)
- Casasia domingensis (DC.) Urb. (1927)
- Casasia ekmanii Urb. (1927)
- Casasia haitiensis Urb. & Ekman (1927)
- Casasia jacquinioides (Griseb.) Standl. (1919)
- Casasia longipes Urb. (1908)
- Casasia nigrescens (Griseb.) C.Wright ex Rob. (1910)
  - sous-espèce Casasia nigrescens subsp. moaensis Borhidi & O.Muñiz (1971 publ. 1972)
  - sous-espèce Casasia nigrescens subsp. nigrescens
- Casasia samuelssonii Urb. & Ekman (1932)

Selon NCBI (2 novembre 2015) :
- Casasia calophylla
- Casasia clusiifolia
- Casasia jacquinioides

Selon The Plant List (2 novembre 2015) :
- Casasia acunae M.Fernández Zeq. & A.Borhidi
- Casasia calophylla A.Rich.
- Casasia clusiifolia (Jacq.) Urb.
- Casasia domingensis (DC.) Urb.
- Casasia ekmanii Urb.
- Casasia haitiensis Urb. & Ekman
- Casasia jacquinioides (Griseb.) Standl.
- Casasia longipes Urb.
- Casasia nigrescens (Griseb.) C.Wright ex Rob.
- Casasia samuelssonii Urb. & Ekman

Selon Tropicos (2 novembre 2015) (Attention liste brute contenant possiblement des synonymes) :
- Casasia acunae M. Fernandez & Borhidi
- Casasia calophylla A. Rich.
- Casasia chiapensis Miranda
- Casasia clusiifolia (Jacq.) Urb.
- Casasia domingensis (DC.) Urb.
- Casasia ekmanii Urb.
- Casasia haitiensis Urb. & Ekman
- Casasia jacquinioides (Griseb.) Standl.
- Casasia longipes Urb.
- Casasia nigrescens (Griseb.) C. Wright ex Urb.
- Casasia parvifolia Britton
- Casasia piricarpa Urb.
- Casasia samuelsonii Urb. & Ekman
- Casasia samuelssonii Urb. & E. Ekman